# 科培伊峰-霍維托比利亞爾瓦國家公園
10°59′N 63°53′W / 10.983°N 63.883°W

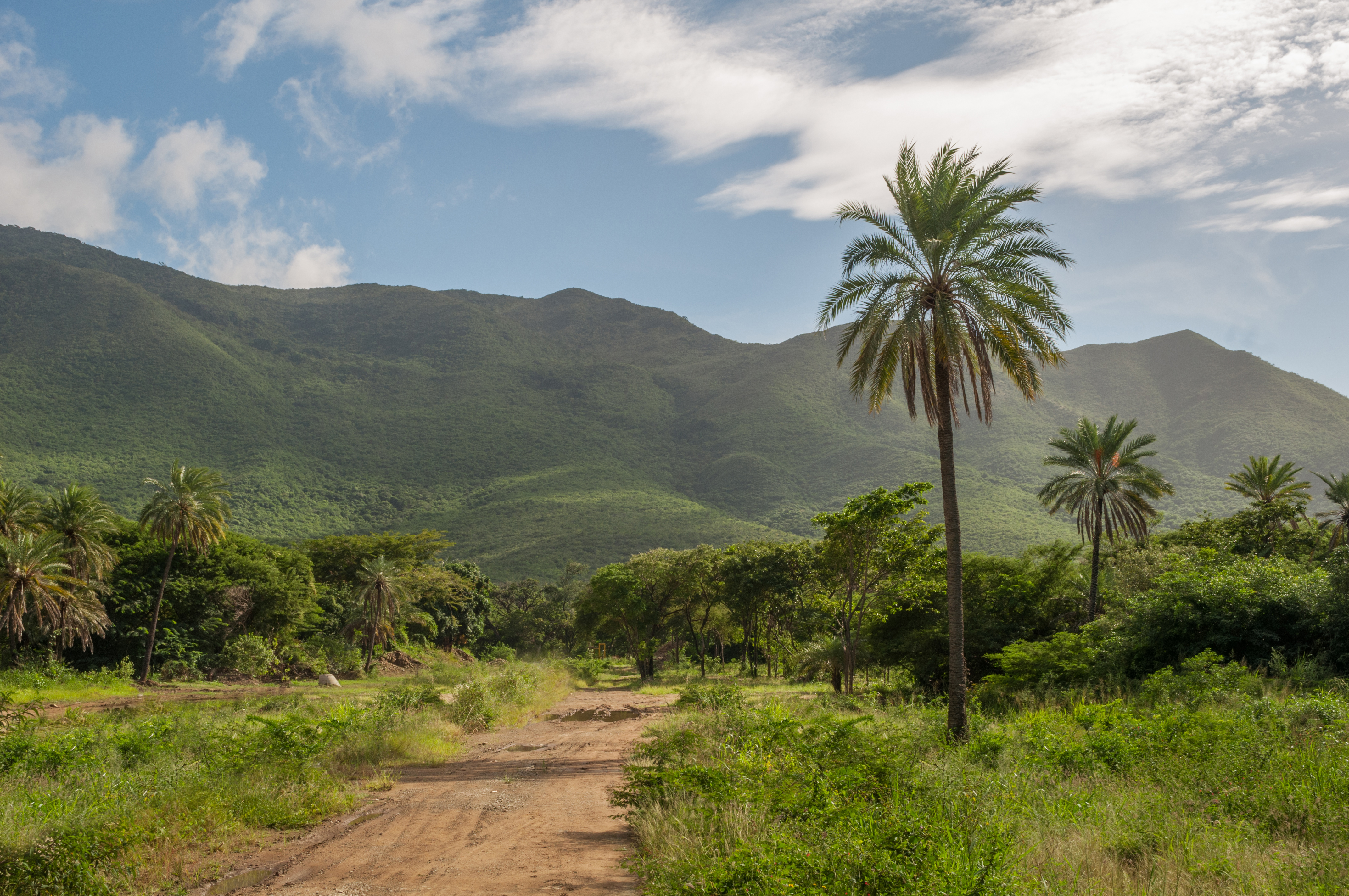

科培伊峰-霍維托比利亞爾瓦國家公園是委內瑞拉的國家公園，位於該國東北部，由新埃斯帕塔州負責管轄，面積71平方公里，始建於1974年2月27日。

## 外部連結
- Parque Nacional Cerro El Copey （页面存档备份，存于）